# Häfele
Die Häfele SE & Co KG mit Sitz in Nagold im Schwarzwald ist ein Unternehmen zur Produktion und zum Vertrieb von Möbel- und Baubeschlägen sowie elektronischen Schließsystemen und Beleuchtung. Im Jahr 2021 erwirtschaftete das Familienunternehmen mit 8000 Mitarbeitern einen Umsatz von 1,7 Milliarden Euro. Das Unternehmen unterhält nach eigenen Angaben weltweit 52 Vertriebsniederlassungen und liefert in 150 Länder.

## Geschichte

### Gründungsphase
Am 1. Dezember 1923 gründete der Kaufmann Adolf Häfele zusammen mit Hermann Funk das Geschäft „Erzeugnisse der Eisenwaren- und Werkzeugindustrie“ in Aulendorf. Vier Jahre später wurde daraus eine Einzelfirma mit Häfele als Alleininhaber. Wenige Monate danach erfolgte der Umzug nach Nagold, das damals Zentrum der württembergischen Möbelerzeugung war.
Zu diesem Zeitpunkt beschäftigte Häfele drei Mitarbeiter, Kunden waren hauptsächlich Schreinereien der Umgebung. Um eine schnelle Auslieferung zu gewährleisten, wurde ein Großhandelslager aufgebaut.

### Internationalisierung
Die ersten Exporte ins benachbarte Ausland erfolgten 1933, im selben Jahr erhielt Häfele die Goldene Medaille für die Gestaltung des Ausstellungsstandes auf der Straßburger Messe. Kurz vor Ende des Jahrzehnts erschien mit einer Auflage von 20.000 Exemplaren der erste Möbelbeschläge-Katalog, der aufgrund seines Titelblattes als „Weltkugel-Katalog“ bezeichnet wurde.

1948 feierte die Firma Adolf Häfele ihr 25-jähriges Bestehen und die Mitarbeiterzahl lag bei 29. Vier Monate später starb der Unternehmensgründer. Sein Neffe Walther Thierer übernahm die Geschäftsleitung. Ein Großbrand zerstörte 1950 Verwaltung und Lager, erst ein Jahr später konnten die neuen Räume bezogen werden.
In den folgenden 30 Jahren wuchs das Unternehmen auf bis zu 700 Mitarbeiter, mit denen ein Jahresumsatz von über 150 Millionen DM erreicht wurde und es dehnte seinen Wirkungskreis auf 120 Länder aus. In der Schweiz, Frankreich, Großbritannien, den USA und Australien wurden Vertriebstöchter gegründet, zusätzlich verteilte man das Unternehmen auf vier Produktionsstandorte in Deutschland.
Mit Beginn der 1960er Jahre wurde der EDV-gesteuerte Versand eingeführt. Anfang der 1970er Jahre wurde ein Versandzentrum mit Hochregallager errichtet. Bis 1977 verdoppelte sich die für Lagerung zur Verfügung stehende Fläche auf 8.400 Quadratmeter. Heute bewirtschaftet das Unternehmen ein teilweise vollautomatisch gesteuertes Zentrallager mit über 50.000 Artikeln.
Nach dem Tod Walter Thierers im Jahr 1982 übernahm Hans Nock, bis dahin Exportleiter, die Geschäftsführung. Bis 2003 führte er das Unternehmen, das in dieser Zeit auf 2900 Mitarbeitern mit einem Umsatz von 534 Millionen Euro anwuchs. Der Anteil des Auslandsgeschäfts daran stieg in dieser Zeit auf rund 70 Prozent.
Als Nachfolgerin von Hans Nock leitet seit 2003 Sibylle Thierer in dritter Generation das Familienunternehmen. Nach Unternehmensangaben werden über 160.000 Kunden in mehr als 150 Ländern betreut.
Im Jahr 2020 änderte das Unternehmen die Rechtsform zu SE & Co KG, woraufhin 2023 zum 100-jährigen Bestehen der Firma Häfele SE & Co KG Sibylle Thierer den Vorsitz der Geschäftsleitung an Gregor Riekena übergab.

### Katalog
Nach dem Vorbild des „Weltkugel-Katalogs“ seines Onkels entwickelte Walther Thierer Anfang der 1970er Jahre ein Nachschlagewerk für Möbelbeschläge mit 25.000 Artikeln. 1971 erscheint „Der Große Häfele“ mit einer Auflage von 60.000 Exemplaren, zwei Jahre später folgten Ausgaben in Englisch, Französisch und Spanisch. Ein erster Katalog für Bau- und Objektbeschläge folgte 1981.

### Produktion

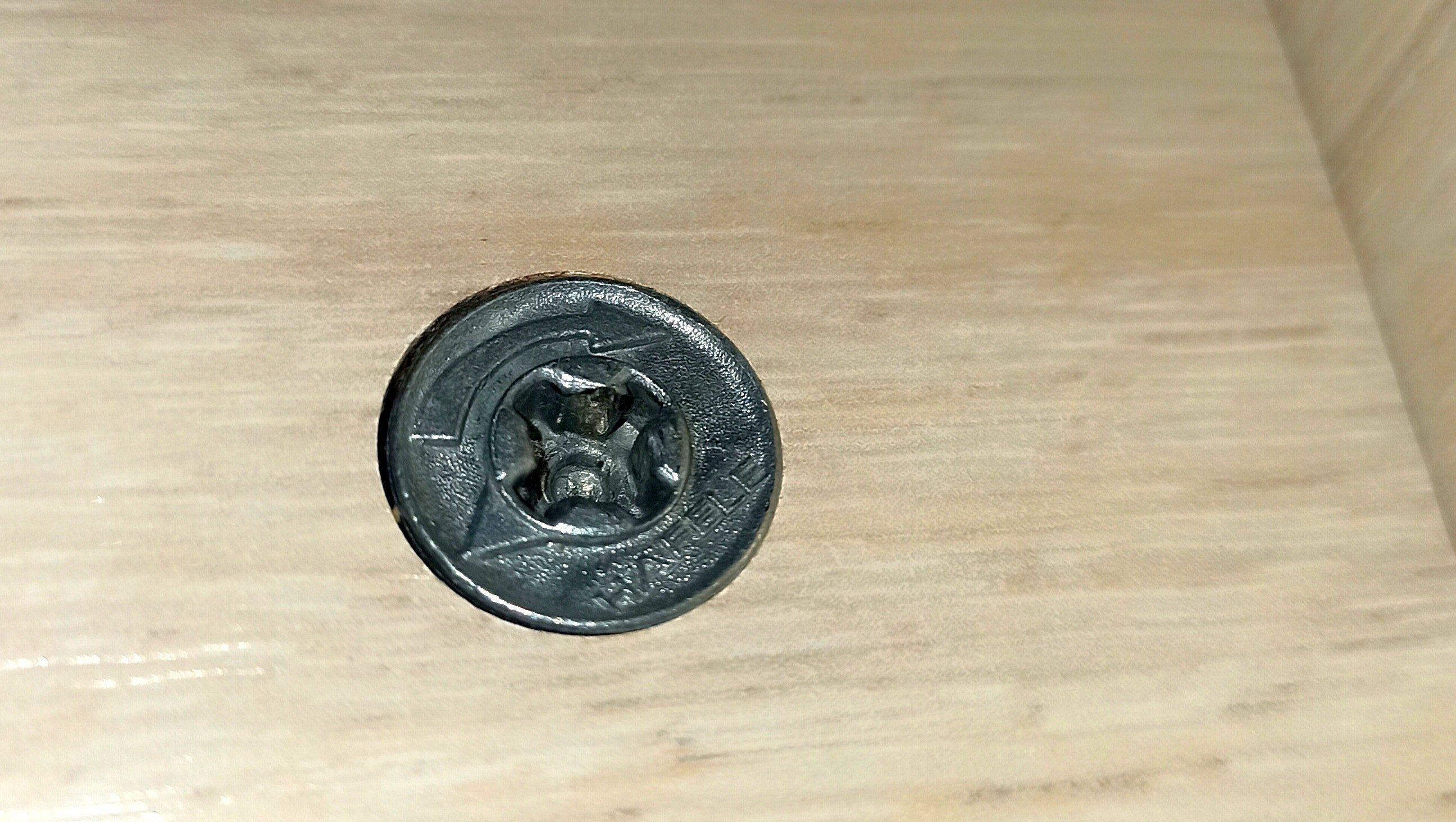
„Minifix“. Exzenter für Minifix-Möbelestrich mit Hafele-Logo

Häfele produziert in 6 Werken in Deutschland Beschläge, Beleuchtung und elektronische Schließsysteme. Darunter seit 1983 den unter dem Namen „Minifix“ vertriebenen Möbelverbinder und seit 2009 Liftbeschläge und Schiebetürbeschläge.
Mit Wirkung zum 1. September 2009 übernahm die Häfele GmbH & Co KG gemeinsam mit der Heinrich J. Kesseböhmer KG die Geschäftsbereiche Liftbeschläge und Schiebetürbeschläge der Huwil Werke GmbH und eine Produktionsstätte in Ungarn.
2019 wurde die Nimbus Group in Stuttgart übernommen, um den Bereich der Beleuchtung weiter auszubauen.
2024 wurde die Produktion in Stuttgart jedoch geschlossenen und nach Nagold an den Stammsitz verlagert.

## Unternehmensstruktur

### Verkaufsbüros
Neben dem Sitz der Hauptverwaltung in Nagold gibt es zehn Verkaufsbüros in Deutschland. Diese sind in Berlin (gegründet 1995), Frankfurt am Main, Kaltenkirchen, Köln (1991), Hannover, München (1985), Münster (2001), Naumburg (1990), Nürnberg und Stuttgart Airport (2012).
Im Ausland bestehen Verkaufsbüros in Dubai (seit 1998), dem finnischen Lahti, Marousi in Griechenland, Hongkong, Bozen, Zagreb, dem portugiesischen Maia (1999), der ungarischen Hauptstadt Budapest, dem schwedischen Jönköping (1999) im serbischen Kruševac sowie in Dar es Salaam in Tansania (2019).
Zum bestehenden Versandzentrum im Nagolder Industriegebiet „Wolfsberg“ wurde im Oktober 2019 ein zweites Lager und Versandzentrum in Lehrte bei Hannover eröffnet. 2021 begannen die Umbauarbeiten auf dem „Wolfsberg“ für das vierte Hochregallager zur Verstärkung des Nagolder Versandzentrums.

### Tochtergesellschaften
Tochtergesellschaften hat Häfele im Schweizerischen Kreuzlingen (seit 1963), seit 1975 im US-amerikanischen Archdale, North Carolina, und seit 1980 in Rugby, Großbritannien. Es folgten die Gründungen von Gesellschaften im australischen Dandenong (1982), ein Jahr später im kanadischen Burlington und im französischen Taverny (1985).
1986 kamen mit dem irischen Kilcoole und Lentate sul Seveso in Italien weitere hinzu. In den Folgejahren entstanden Tochtergesellschaften in Apeldoorn, Niederlande (1987), in Singapur (1988) und im neuseeländischen Botany (1989).
Ein weiterer Ausbau erfolgte in den 1990er-Jahren, als mit dem Schwerpunkt auf den asiatischen Raum Tochtergesellschaften entstanden im malaysischen Shah Alam (1993), dem japanischen Yokohama (1994), in Bangkok in Thailand (ebenfalls 1994), in Südkoreas Hauptstadt Seoul, in Manila auf den Philippinen und in Serpong in Indonesien (alle drei 1996).
Auch in anderen Erdteilen gingen die Gründungen weiter, so im spanischen Madrid (1997), im mexikanischen Querétaro und dem südafrikanischen Honeydew (beide 1997), sowie zweier in Südamerika: im brasilianischen Piraquara (1998) und dem argentinischen Buenos Aires (1999). Im selben Jahr kam das dänische Skive hinzu, im Jahr 2000 folgte das taiwanische Wugu Shiang und ein Jahr später Hof bei Salzburg in Österreich. Im polnischen Długołęka gibt es seit 2002 eine Tochtergesellschaft; das belgische Zele folgte 2003, ebenso Mumbai in Indien. 2005 kamen die chinesische Hauptstadt Peking und das türkische Istanbul dazu. Danach entstanden Tochtergesellschaften in der russischen Hauptstadt Moskau (2006), der vietnamesischen Ho-Chi-Minh-Stadt (2007), in Kulykiw in der Ukraine (2009) und im rumänischen Temeswar (2009). Häfele Adriatic in Slowenien folgte als weitere ausländische Tochtergesellschaft (Juni 2018).
Im Februar 2019 übernahm Häfele den Stuttgarter Leuchtenspezialisten Nimbus Group. Anfang 2021 nahm die Häfele-Gruppe den Online-Händler für Elektro-Haushaltsgeräte Moebelplus GmbH & Co KG auf. Im Jahr 2022 folgte die Übernahme des Unternehmens ThingOS, das smarte Vernetzung von Möbeln und Räumen anbietet.
In Oktober 2024 wurden die Nimbus Group, die ThingOS und die Sphinx Electronics zu einer neuen Firma fusioniert, der Häfele Technology Solutions.

### Produktionsstätten
Durch Übernahmen kamen zum Unternehmen 1964 die Häfele Berlin GmbH & Co KG mit den Schwerpunkten Möbelverbinder und Auftragsfertigung sowie die Ulrich Lippert GmbH & Co. KG in Berlin 1965 mit dem Schwerpunkt Klingel- und Briefkastenanlagen. Letztere wurde im Jahr 2011 wieder veräußert. Seit 1981 gehört die Anton Schneider GmbH & Co. KG in Kenzingen und Jettingen zu Häfele, hier sind Bürosysteme und Auftragsfertigung die Schwerpunkte. Weiterhin sind die Sphinx Electronics GmbH & Co. KG in Kenzingen seit 1998 (hier werden elektronische Schließsysteme produziert) und die Huwil Werke in Budapest, wo Klapptür- und Schiebetürbeschläge gefertigt werden, seit 2009 Teil des Unternehmens.